# Pycnomerus sulcicollis
Pycnomerus sulcicollis är en skalbaggsart som beskrevs av Leconte 1863. Pycnomerus sulcicollis ingår i släktet Pycnomerus och familjen barkbaggar. Inga underarter finns listade i Catalogue of Life.